# Codul lui Hammurabi

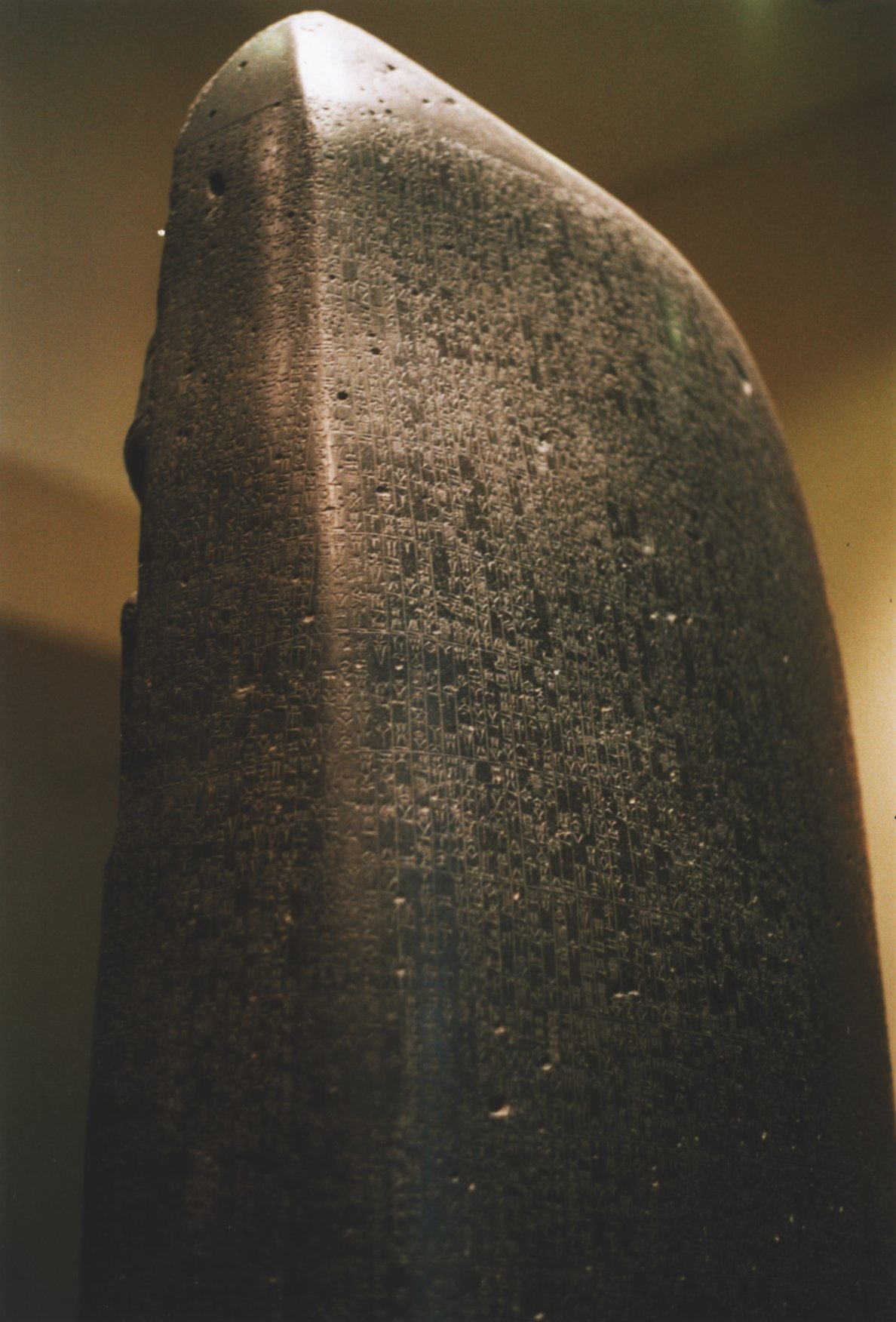
Codul lui Hammurabi

Codul lui Hammurabi  (sau Hammurapi sau Codex Hammurapi) este o culegere de legi din timpul regelui babilonian Hammurabi. Codul a fost  scris  în jurul anului 1760 î.Hr. , cuprindea un Prolog, 282 de articole de legi și un Epilog. Textul a fost săpat pe o stelă din diorit lungă de 2,25 metri. Stela a fost descoperită între 1901-1902 de M. J. de Morgan în timpul săpăturilor arheologice efectuate la Susa. Se presupune că a fost pradă de război luată de un cuceritor dintr-un oraș babilonian. Stela se află în muzeul Louvre din Paris, iar o copie a ei se află la muzeul Pergamon din Berlin.
Codul lui Hammurabi nu a fost în epoca sa ceva ieșit din comun: cu trei sute de ani mai devreme, regele sumerian Ur-Nammu scosese o culegere similară, iar cu 150 de ani înaintea lui Hammurabi, regele Isinului, Lipit-Iștar, dispusese inscripționarea unei stele similare. Însă cele două coduri de legi sumeriene s-au păstrat doar fragmentar. În contrast, codul lui Hammurabi a fost răspândit în exemplare numeroase. O copie, pe tăblițe de lut, a fost descoperită în resturile bibliotecii din Ninive a regelui asirian Asurbanipal.
Codul lui Hammurabi este apreciat mai mult din punct de vedere literar decât din cel juridic.
Codul diferențiază trei tipuri de oameni: omul liber, subalternul (omul care se prosternează) și sclavul (juridic fiind asimilat unui bun mobiliar). Drepturile femeii erau protejate juridic. Femeia dispunea de bunurile sale pe care le administra liber, practica numeroase meserii și uneori putea avea răspunderi importante în societate. După căsătorie, femeia se supunea autorității soțului. Ca văduvă, putea administra și apăra interesele moștenitorilor. La moartea tatălui (capul familiei), puterea revenea fiilor și, în cazul lipsei de moștenitori de parte bărbătească, fiicelor. Pentru supuși, codul lui Hammurabi prevedea obligativitatea monogamiei. Suveranii puteau fi însă poligami.

## Codul de legi

Babilon, 1792 - 1750 î.Hr.

- Dacă cineva acuză pe altcineva, fără să poată aduce vreo dovadă, acuzatorul va fi omorât.
- Dacă cineva acuză pe altcineva, și poate dovedi vina acestuia, el va fi răsplătit cu bani.
- Dacă un judecător ia o decizie într-un caz, iar apoi se dovedește că a greșit, va fi pus să plătească de douăsprezece ori cât a impus el acuzatului, și nu i se va permite să mai judece.
- Dacă cineva fură pe fiul altcuiva, va fi omorât.
- Dacă cineva găsește un sclav evadat și îl returnează proprietarului, acesta va trebui să plătească doi șekeli.
- Dacă un hoț este descoperit în timp ce fură, va fi omorât.
- Dacă cineva nu are suficientă grijă de un baraj, și barajul cedează, el va fi vândut, iar banii obținuți vor înlocui recolta pierdută în timpul inundării culturilor.
- Dacă cineva inundă culturile unui vecin, îi va plăti pierderea.
- Dacă cineva își lasă grădina în seama unui grădinar, iar acesta își face treaba bine timp de patru ani, în al cincilea an proprietarul e obligat să ia parte la grădinărit.
- Dacă grădinarul nu și-a făcut treaba bine, iar plantele suferă, el va plăti pierderea în funcție de producția vecinului.
- Dacă cineva are o datorie, și nu poate plăti, el se poate vinde pe sine, pe soția sa, pe fiul său și pe fiica sa să muncească; după trei ani ei vor fi eliberați.
- Dacă un om dator își plătește datoria cu un sclav, iar sclavul este suficient de bun, nu pot exista obiecții.
- Dacă cineva se căsătorește cu o femeie, dar nu are niciun fel de relații cu aceasta, nu se consideră căsătorie.
- Dacă o soție are relații cu un alt bărbat, amândoi vor fi legați și aruncați în apă, dar soția poate fi iertată de soțul ei și dăruită regelui ca sclavă.
- Dacă un bărbat folosește violența asupra soției altui bărbat pentru a se culca cu ea, el va fi omorât, iar femeia considerată fără vină.
- Dacă un bărbat este capturat în război, iar femeia părăsește casa, deși este mâncare suficientă, ea va fi aruncată în apă.
- Dacă un bărbat este capturat în război, și nu există mâncare, femeia este fără vină dacă părăsește casa.
- Dacă un soț părăsește casa, soția pleacă în altă casă, iar soțul se reîntoarce, soția nu este obligată să se reîntoarcă.
- Dacă un bărbat vrea să se despartă de o femeie care a dat naștere copiilor săi, o parte din pământ și din bani trebuie cedată ei de soț. Când copiii cresc, ea se poate recăsători.
- Dacă un bărbat vrea să se despartă de o femeie cu care nu a avut copii, îi va da înapoi zestrea și banii pe care i-a adus din casa tatălui ei.
- Dacă un bărbat adoptă un fiu, iar acesta crește în casa părinților adoptivi, părinții naturali nu pot cere întoarcerea acestuia.
- Dacă cineva lovește pe altcineva de rang mai înalt, va fi biciuit în public de șaizeci de ori.
- Dacă cineva lovește pe altcineva de același rang, va plăti o mina de aur.
- Dacă un sclav lovește un om liber, îi vor fi tăiate urechile.
- Dacă un bărbat lovește o femeie însărcinată, iar aceasta pierde sarcina, el îi va plăti zece șekeli.
- Dacă un constructor construiește o casă, și o construiește bine, proprietarul va plăti doi șekeli pentru fiecare suprafață a casei.
- Dacă însă nu reușește, și casa se prăbușește, ucigându-l pe proprietar, constructorul va fi omorât.
- Dacă fiul proprietarului va fi omorât, fiul constructorului va fi ucis.
- Dacă un fiu își lovește tatăl, fiului i se vor tăia mâinile.